# 上海南港码头
上海南港码头簡稱南港码头、上海南港，是位於杭州湾北岸、上海芦潮港车客渡码头以西的一個海运碼頭以及港口區域，也是临港新城产业区的配套滚装船出口码头。港区由码头和陸地配套設施组成。码头长760米、宽60米。临港新城产业区內的车企制造的待出口商品车會停靠在上海南港码头等待船舶運走。

## 歷史
上海港於2013年8月開港運營。2015年7月30日，上海南港码头一期工程扩建及陆域配套工程开工。2015年8月31日竣工。
二期工程位于一期工程码头西侧，主要建造的是汽车滚装船码头。二期码头长740米、宽60米。二期工程於2023年年初开工。2024年下半年投入使用。